# 红石公园

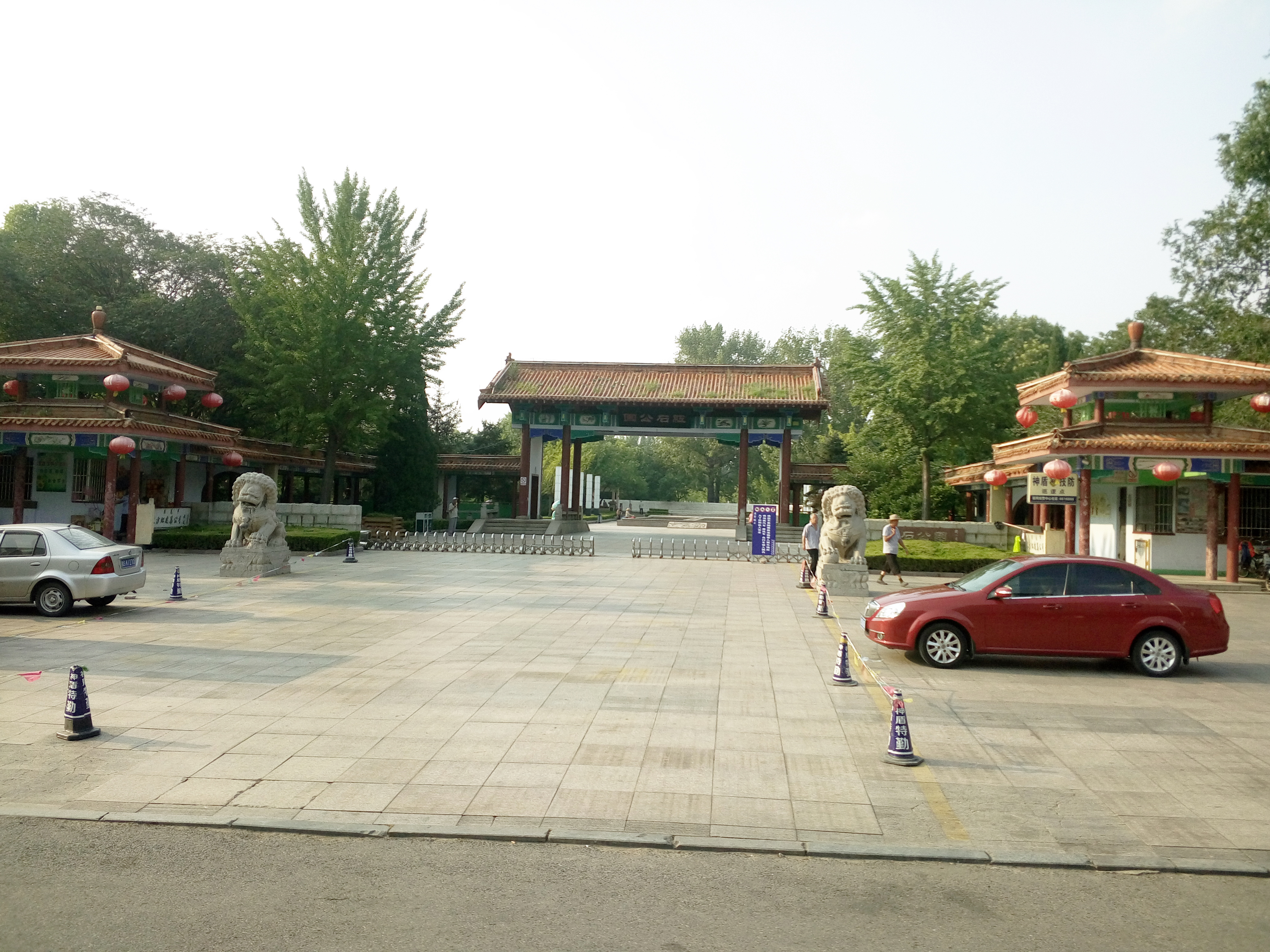
莱芜市红石公园

红石公园位于山东省济南市莱芜区，莱芜区政府办公大楼西，东靠公园路，西邻长勺路，南至鲁中大街，北至汶源大街，占地54万平方米，水面面积73326平方米，是莱芜区最大的综合性公园，公园因有较大面积的裸露红石形成“红石谷”而得名。园内规划有童乐环宇、战地旗飘、群芳荟萃、松鹤丹青、雪野天光、硕海芳涛、冶城古风、华夏腾飞8大景区；建蓓蕾园16131.7平方米、苗圃46662平方米、花卉圃3333平方米。

## 历史
1987年，莱芜县政府委托山东农业大学园林教研室进行设计规划。随后建成古典式房屋25间以及部分苗圃、花卉圃和绿化带。
1993年至1994年，建成游泳池一座，占地5200平方米，有滑道、深水池、浅水池、儿童池等。
1995年，建成烟雨轩一座，占地面积450平方米。1996年，建成红石谷、奇石园、锦阳关三处景区。1997年建成60亩草坪。1999年建成公园外环路，园内道路450米，建平桥1座。1999年底至2000年7月，建成奇石馆，占地面积2300平方米。2001年拆除魔幻城堡、碰碰车等设施，改建休闲广场。
2004年，莱芜市政府聘请南京林业大学对公园进行规划调整，实施大规模改造。改造以红石谷为轴线，以贯穿公园南北的中间生态带为主，分活动休闲区、溪涧休闲区、山林生态区和滨湖休闲区四大景点。
2005年，建设红石谷南北叠水瀑布、银杏广场、水景广场等。
2017年8月，修建系列新地标建筑，红石塔，高36米共7层。

## 交通
莱芜区公交车 7路、K8路、K16路，均可抵达。